# Piet Hamberg
Piet Hamberg (* 22. Januar 1954 in Winschoten) ist ein vormaliger niederländischer Fußballspieler und -trainer.

## Sportlicher Werdegang
Hamberg entstammt der Jugend des FC Groningen und NEC Nijmegen, wo der Offensivspieler im Erwachsenenbereich debütierte. 1974 schloss er sich dem FC Wageningen an, der in die Eredivisie aufgestiegen war. Mit dem Klub verpasste er den Klassenerhalt, nach einem Jahr Zweitklassigkeit wechselte er zurück in die Eredivisie zum FC Utrecht.
1978 wechselte Hamberg ins Ausland und spielte zwei Jahre für Servette Genf. Unter Trainer Péter Pázmándy gewann er dabei im Sommer 1979 das Double aus Meisterschaft und Landespokal. Beim 3:2-Erfolg über Finalgegner BSC Young Boys im Wiederholungsspiel erzielte Hamberg den spielentscheidenden Treffer, nachdem Umberto Barberis die 2:1-Halbzeitführung des Hauptstadtklubs zwischenzeitlich egalisiert hatte. Bei der Titelverteidigung in der Meisterschaft im folgenden Jahr war er eine der prägenden Figuren, so dass er als Ausländischer Spieler des Jahres ausgezeichnet wurde. Daraufhin holte Ajax Amsterdam ihn zurück in die Niederlande, verletzungsbedingt kam er hier jedoch nur noch sporadisch zum Einsatz und beendete nach der mit dem Meistertitel gekrönten Spielzeit 1981/82 seine aktive Profilaufbahn.
Später arbeitete Hamberg als Trainer insbesondere im Nachwuchsbereich und als Assistent. Bevor er 2007 als Leiter der Nachwuchsakademie sich dem FC Liverpool anschloss, war er in den Vereinigten Arabischen Emiraten, Libyen und Saudi-Arabien sowie als Assistent von Otto Pfister für die togoische Nationalmannschaft bei der Weltmeisterschaftsendrunde 2006 tätig gewesen. Es folgten Engagements in verschiedenen Rollen beim Grasshopper Club Zürich und FC Red Bull Salzburg im deutschsprachigen Raum sowie bei Étoile Sportive du Sahel, dem al-Jazira Club unter seinen Landsmännern Henk ten Cate, Marcel Keizer und Damiën Hertog sowie dem Ittihad FC erneut unter ten Cate, den er nach dessen Entlassung im Februar 2020 kurzzeitig als Interimstrainer beerbte.